# Zhou Can
Zhou Can, född 20 maj 1979, är en friidrottare från Kina. Han deltog vid olympiska sommarspelen 2004 och olympiska sommarspelen 2008.